# Liste der Nummer-eins-Hits in Deutschland (2013)
Dies ist eine Liste der Nummer-eins-Hits in Deutschland im Jahr 2013. Die Single- und Albumcharts wurden von Media Control wöchentlich zusammengestellt. Sie berücksichtigten sowohl Download-Käufe als auch den Verkauf von Tonträgern (in der überwiegenden Mehrheit CDs). Auswertungszeitraum war jeweils Freitag bis Donnerstag der nachfolgenden Woche. Am Dienstag darauf wurden die Charts zunächst für die Musikindustrie bekannt gegeben, die offizielle Veröffentlichung erfolgte jeweils am Freitag darauf.
Das Jahr 2013 zeichnete sich durch einen häufigen Wechsel insbesondere an der Spitze der Albumcharts aus. Mit 40 verschiedenen Nummer-eins-Alben wurde der zwei Jahre zuvor aufgestellte Rekord von 33 Alben noch einmal weit übertroffen. 17 Nummer-eins-Songs sind zwar ebenfalls ein hoher Wert für deutsche Verhältnisse, aber noch deutlich entfernt von den 23 Toptiteln von 2003.
Die vom Bundesverband Musikindustrie im Auftrag ermittelten deutschen Airplay-Charts umfassen 200 Positionen und stellen mit 450 Sendern eine repräsentative Abbildung der Musiknutzung im Hörfunk der Bundesrepublik Deutschland dar. Das Broadcast Monitoring Service übernimmt MusicDNA. Zur Ermittlung der Rangfolge werden die Einsätze mit Punkten gewichtet, die sich an der Reichweite der berücksichtigten Hörfunksender orientieren. Häufig wird im Airplay-Chart auch die Anzahl der Einsätze mit angegeben.
Die ersten deutschen Streaming-Charts erstellte Media Control im Mai 2012 (Top 20).

## Singles
| ← 2012 ← | Liste der Nummer-eins-Hits in Deutschland | Liste der Nummer-eins-Hits in Deutschland | Liste der Nummer-eins-Hits in Deutschland | 2014 →                    |
| \| Zeitraum \| Wo. ges. \| Interpret \| Titel Autor(en) \| Zusätzliche Informationen \| \| (Zeitraum, Wochen auf Platz eins, Interpret, Titel, Autor[en], zusätzliche Informationen) \| \| \| \| \| \| ----------------------------------------------------------------------------------------- \| -------- \| ---------------------------------- \| ------------------------------------------------------------------------------------------------------------------------------------------------------------- \| ------------------------- \| \| 2. November 2012 – 10. Januar 2013 10 Wochen \| 10 \| Rihanna \| Diamonds Benjamin Levin, Sia Kate Furler, Tor Erik Hermansen, Mikkel Storleer Eriksen \| – \| \| 11. Januar 2013 – 17. Januar 2013 1 Woche (insgesamt 3) \| 3 \| Psy \| Gangnam Style Yoo Gun-hyung, Park Jae-sang \| – \| \| 18. Januar 2013 – 21. März 2013 9 Wochen \| 9 \| Will.i.am & Britney Spears \| Scream & Shout William Adams, Jean-Baptiste Kouame, Jef Martens, Tula Paulinea Contostavlos \| – \| \| 22. März 2013 – 25. April 2013 5 Wochen \| 5 \| Passenger \| Let Her Go Michael David Rosenberg \| – \| \| 26. April 2013 – 9. Mai 2013 2 Wochen \| 2 \| Pink feat. Nate Ruess \| Just Give Me a Reason Jeffrey Bhasker, Alecia B. Moore, Nathaniel Joseph Ruess \| – \| \| 10. Mai 2013 – 23. Mai 2013 2 Wochen \| 2 \| Capital Cities \| Safe and Sound Ryan Takacs Merchant, Sebouh Simonian \| – \| \| 24. Mai 2013 – 30. Mai 2013 1 Woche \| 1 \| Beatrice Egli \| Mein Herz Musik: Dieter Bohlen; Text: Oliver Lukas, Dieter Bohlen \| – \| \| 31. Mai 2013 – 13. Juni 2013 2 Wochen \| 2 \| Daft Punk feat. Pharrell Williams \| Get Lucky Pharrell L. Williams, Nile Rodgers, Guy-Manuel de Homem-Christo, Thomas Bangalter \| – \| \| 14. Juni 2013 – 11. Juli 2013 4 Wochen \| 4 \| Robin Thicke feat. T.I. & Pharrell \| Blurred Lines Pharrell L. Williams, Robin Thicke, Clifford Joseph Harris \| – \| \| 12. Juli 2013 – 18. Juli 2013 1 Woche \| 1 \| Cro \| Whatever Carlo Waibel \| – \| \| 19. Juli 2013 – 26. September 2013 10 Wochen \| 10 \| Avicii \| Wake Me Up Aloe Blacc, Tim Bergling, Michael Aaron Einziger \| – \| \| 27. September 2013 – 17. Oktober 2013 3 Wochen \| 3 \| Jason Derulo feat. 2 Chainz \| Talk Dirty Sean Maxwell Douglas, Jason Joel Desrouleaux, Tauheed Epps, Eric Frederic, Jason Evigan, Tamir Muskat, Tomer Yosef, Ori Kaplan \| – \| \| 18. Oktober 2013 – 24. Oktober 2013 1 Woche \| 1 \| James Blunt \| Bonfire Heart Ryan B. Tedder, James Hillier Blount \| – \| \| 25. Oktober 2013 – 31. Oktober 2013 1 Woche (insgesamt 7) \| 7 \| Klingande \| Jubel Cédric Marc Nils Steinmyller, Edgar Pierre Raphael Raoul Catry \| – \| \| 1. November 2013 – 7. November 2013 1 Woche \| 1 \| Avicii \| Hey Brother Vincent Fred Pontare, Salem Lars Al Fakir, Tim Bergling, Ash Pournouri, Veronica Sandra Karin Maggio \| – \| \| 8. November 2013 – 19. Dezember 2013 6 Wochen (insgesamt 7) \| 7 \| Klingande \| Jubel Cédric Marc Nils Steinmyller, Edgar Pierre Raphael Raoul Catry \| – \| \| 20. Dezember 2013 – 26. Dezember 2013 1 Woche \| 1 \| Faul & Wad Ad vs. Pnau \| Changes Nicholas George Littlemore, Peter Bruce Mayes, Samuel David Littlemore \| – \| \| 27. Dezember 2013 – 16. Januar 2014 3 Wochen \| 3 \| Pitbull feat. Kesha \| Timber Lukasz Gottwald, Cirkut, Kesha Sebert, Armando C. Pérez, Priscilla Hamilton, Jamie Sanderson, Breyan Stanley Isaac, Lee Oskar, Keri Oskar, Greg Errico \| – \| |                                           |                                           | |                           |
| ← 2012 |                                           |                                           | | → 2014 →                  |
| Zeitraum | Wo. ges.                                  | Interpret                                 | Titel Autor(en) | Zusätzliche Informationen |
| (Zeitraum, Wochen auf Platz eins, Interpret, Titel, Autor[en], zusätzliche Informationen) |                                           |                                           | |                           |
| 2. November 2012 – 10. Januar 2013 10 Wochen | 10                                        | Rihanna                                   | Diamonds Benjamin Levin, Sia Kate Furler, Tor Erik Hermansen, Mikkel Storleer Eriksen                                                                         | –                         |
| 11. Januar 2013 – 17. Januar 2013 1 Woche (insgesamt 3) | 3                                         | Psy                                       | Gangnam Style Yoo Gun-hyung, Park Jae-sang | –                         |
| 18. Januar 2013 – 21. März 2013 9 Wochen | 9                                         | Will.i.am & Britney Spears                | Scream & Shout William Adams, Jean-Baptiste Kouame, Jef Martens, Tula Paulinea Contostavlos                                                                   | –                         |
| 22. März 2013 – 25. April 2013 5 Wochen | 5                                         | Passenger                                 | Let Her Go Michael David Rosenberg | –                         |
| 26. April 2013 – 9. Mai 2013 2 Wochen | 2                                         | Pink feat. Nate Ruess                     | Just Give Me a Reason Jeffrey Bhasker, Alecia B. Moore, Nathaniel Joseph Ruess                                                                                | –                         |
| 10. Mai 2013 – 23. Mai 2013 2 Wochen | 2                                         | Capital Cities                            | Safe and Sound Ryan Takacs Merchant, Sebouh Simonian | –                         |
| 24. Mai 2013 – 30. Mai 2013 1 Woche | 1                                         | Beatrice Egli                             | Mein Herz Musik: Dieter Bohlen; Text: Oliver Lukas, Dieter Bohlen                                                                                             | –                         |
| 31. Mai 2013 – 13. Juni 2013 2 Wochen | 2                                         | Daft Punk feat. Pharrell Williams         | Get Lucky Pharrell L. Williams, Nile Rodgers, Guy-Manuel de Homem-Christo, Thomas Bangalter                                                                   | –                         |
| 14. Juni 2013 – 11. Juli 2013 4 Wochen | 4                                         | Robin Thicke feat. T.I. & Pharrell        | Blurred Lines Pharrell L. Williams, Robin Thicke, Clifford Joseph Harris                                                                                      | –                         |
| 12. Juli 2013 – 18. Juli 2013 1 Woche | 1                                         | Cro                                       | Whatever Carlo Waibel | –                         |
| 19. Juli 2013 – 26. September 2013 10 Wochen | 10                                        | Avicii                                    | Wake Me Up Aloe Blacc, Tim Bergling, Michael Aaron Einziger                                                                                                   | –                         |
| 27. September 2013 – 17. Oktober 2013 3 Wochen | 3                                         | Jason Derulo feat. 2 Chainz               | Talk Dirty Sean Maxwell Douglas, Jason Joel Desrouleaux, Tauheed Epps, Eric Frederic, Jason Evigan, Tamir Muskat, Tomer Yosef, Ori Kaplan                     | –                         |
| 18. Oktober 2013 – 24. Oktober 2013 1 Woche | 1                                         | James Blunt                               | Bonfire Heart Ryan B. Tedder, James Hillier Blount | –                         |
| 25. Oktober 2013 – 31. Oktober 2013 1 Woche (insgesamt 7) | 7                                         | Klingande                                 | Jubel Cédric Marc Nils Steinmyller, Edgar Pierre Raphael Raoul Catry                                                                                          | –                         |
| 1. November 2013 – 7. November 2013 1 Woche | 1                                         | Avicii                                    | Hey Brother Vincent Fred Pontare, Salem Lars Al Fakir, Tim Bergling, Ash Pournouri, Veronica Sandra Karin Maggio                                              | –                         |
| 8. November 2013 – 19. Dezember 2013 6 Wochen (insgesamt 7) | 7                                         | Klingande                                 | Jubel Cédric Marc Nils Steinmyller, Edgar Pierre Raphael Raoul Catry                                                                                          | –                         |
| 20. Dezember 2013 – 26. Dezember 2013 1 Woche | 1                                         | Faul & Wad Ad vs. Pnau                    | Changes Nicholas George Littlemore, Peter Bruce Mayes, Samuel David Littlemore                                                                                | –                         |
| 27. Dezember 2013 – 16. Januar 2014 3 Wochen | 3                                         | Pitbull feat. Kesha                       | Timber Lukasz Gottwald, Cirkut, Kesha Sebert, Armando C. Pérez, Priscilla Hamilton, Jamie Sanderson, Breyan Stanley Isaac, Lee Oskar, Keri Oskar, Greg Errico | –                         |

## Alben
| ← 2012 ← | Liste der Nummer-eins-Alben in Deutschland | Liste der Nummer-eins-Alben in Deutschland | Liste der Nummer-eins-Alben in Deutschland | 2014 → |
| \| Zeitraum \| Wo. ges. \| Interpret \| Titel \| Zusätzliche Informationen \| \| (Zeitraum, Wochen auf Platz eins, Interpret, Titel, zusätzliche Informationen) \| \| \| \| \| \| ------------------------------------------------------------------------------ \| -------- \| ----------------------- \| -------------------------------- \| -------------------------------------------------------------------------------------------------------------------- \| \| 28. Dezember 2012 – 3. Januar 2013 1 Woche (insgesamt 2) \| 2 \| Helene Fischer \| Für einen Tag – Live 2012 \| – \| \| 4. Januar 2013 – 10. Januar 2013 1 Woche (insgesamt 2) \| 2 \| Mrs. Greenbird \| Mrs. Greenbird \| – \| \| 11. Januar 2013 – 17. Januar 2013 1 Woche (insgesamt 2) \| 2 \| Helene Fischer \| Für einen Tag – Live 2012 \| – \| \| 18. Januar 2013 – 24. Januar 2013 1 Woche (insgesamt 2) \| 2 \| Mrs. Greenbird \| Mrs. Greenbird \| – \| \| 25. Januar 2013 – 7. Februar 2013 2 Wochen \| 2 \| Andrea Berg \| Abenteuer – 20 Jahre Andrea Berg \| – \| \| 8. Februar 2013 – 14. Februar 2013 1 Woche \| 1 \| Matthias Reim \| Unendlich \| – \| \| 15. Februar 2013 – 21. Februar 2013 1 Woche (insgesamt 4) \| 4 \| Heino \| Mit freundlichen Grüßen \| – \| \| 22. Februar 2013 – 28. Februar 2013 1 Woche \| 1 \| Kollegah und Farid Bang \| Jung, brutal, gutaussehend 2 \| – \| \| 1. März 2013 – 21. März 2013 3 Wochen (insgesamt 4) \| 4 \| Heino \| Mit freundlichen Grüßen \| – \| \| 22. März 2013 – 28. März 2013 1 Woche \| 1 \| David Bowie \| The Next Day \| – \| \| 29. März 2013 – 4. April 2013 1 Woche \| 1 \| Justin Timberlake \| The 20/20 Experience \| – \| \| 5. April 2013 – 18. April 2013 2 Wochen \| 2 \| Depeche Mode \| Delta Machine \| – \| \| 19. April 2013 – 25. April 2013 1 Woche \| 1 \| Volbeat \| Outlaw Gentlemen & Shady Ladies \| – \| \| 26. April 2013 – 2. Mai 2013 1 Woche \| 1 \| Prinz Pi \| Kompass ohne Norden \| – \| \| 3. Mai 2013 – 9. Mai 2013 1 Woche \| 1 \| Frei.Wild \| Feinde deiner Feinde \| – \| \| 10. Mai 2013 – 16. Mai 2013 1 Woche \| 1 \| Deep Purple \| Now What?! \| – \| \| 17. Mai 2013 – 23. Mai 2013 1 Woche \| 1 \| Reinhard Mey \| Dann mach’s gut \| – \| \| 24. Mai 2013 – 30. Mai 2013 1 Woche \| 1 \| Santiano \| Mit den Gezeiten \| – \| \| 31. Mai 2013 – 6. Juni 2013 1 Woche \| 1 \| Daft Punk \| Random Access Memories \| – \| \| 7. Juni 2013 – 13. Juni 2013 1 Woche \| 1 \| Tim Bendzko \| Am seidenen Faden \| – \| \| 14. Juni 2013 – 20. Juni 2013 1 Woche \| 1 \| Xavier Naidoo \| Bei meiner Seele \| – \| \| 21. Juni 2013 – 27. Juni 2013 1 Woche \| 1 \| Black Sabbath \| 13 \| – \| \| 28. Juni 2013 – 4. Juli 2013 1 Woche \| 1 \| Die Amigos \| Im Herzen jung \| – \| \| 5. Juli 2013 – 11. Juli 2013 1 Woche \| 1 \| Genetikk \| D.N.A. \| – \| \| 12. Juli 2013 – 18. Juli 2013 1 Woche \| 1 \| Frida Gold \| Liebe ist meine Religion \| – \| \| 19. Juli 2013 – 25. Juli 2013 1 Woche \| 1 \| RAF 3.0 \| Hoch 2 \| Mit seinem dritten Soloalbum erreicht der österreichische Rapper zum ersten Mal die Spitzenposition der Albumcharts. \| \| 26. Juli 2013 – 1. August 2013 1 Woche \| 1 \| Shindy \| NWA \| – \| \| 2. August 2013 – 8. August 2013 1 Woche \| 1 \| Powerwolf \| Preachers of the Night \| – \| \| 9. August 2013 – 15. August 2013 1 Woche \| 1 \| Hansi Hinterseer \| Heut’ ist dein Tag \| – \| \| 16. August 2013 – 22. August 2013 1 Woche \| 1 \| Alligatoah \| Triebwerke \| – \| \| 23. August 2013 – 29. August 2013 1 Woche \| 1 \| Helge Schneider \| Sommer, Sonne, Kaktus! \| – \| \| 30. August 2013 – 5. September 2013 1 Woche \| 1 \| Saltatio Mortis \| Das schwarze IxI \| – \| \| 6. September 2013 – 12. September 2013 1 Woche \| 1 \| Eko Fresh \| Eksodus \| – \| \| 13. September 2013 – 19. September 2013 1 Woche \| 1 \| Schiller \| Opus \| – \| \| 20. September 2013 – 26. September 2013 1 Woche (insgesamt 2) \| 2 \| Andrea Berg \| Atlantis \| – \| \| 27. September 2013 – 3. Oktober 2013 1 Woche \| 1 \| Die Ärzte \| Die Nacht der Dämonen - live \| – \| \| 4. Oktober 2013 – 10. Oktober 2013 1 Woche (insgesamt 2) \| 2 \| Andrea Berg \| Atlantis \| – \| \| 11. Oktober 2013 – 17. Oktober 2013 1 Woche \| 1 \| Casper \| Hinterland \| – \| \| 18. Oktober 2013 – 7. November 2013 3 Wochen (insgesamt 15) \| 15 \| Helene Fischer \| Farbenspiel \| – \| \| 8. November 2013 – 14. November 2013 1 Woche \| 1 \| Prince Kay One \| Rich Kidz \| – \| \| 15. November 2013 – 28. November 2013 2 Wochen \| 2 \| Eminem \| The Marshall Mathers LP 2 \| – \| \| 29. November 2013 – 5. Dezember 2013 1 Woche (insgesamt 3) \| 3 \| Robbie Williams \| Swings Both Ways \| – \| \| 6. Dezember 2013 – 12. Dezember 2013 1 Woche \| 1 \| Frei.Wild \| Still \| – \| \| 13. Dezember 2013 – 19. Dezember 2013 1 Woche \| 1 \| Sido \| 30-11-80 \| – \| \| 20. Dezember 2013 – 2. Januar 2014 2 Wochen (insgesamt 3) \| 3 \| Robbie Williams \| Swings Both Ways \| – \| |                                            |                                            |                                            | |
| ← 2012 |                                            |                                            |                                            | → 2014 → |
| Zeitraum | Wo. ges.                                   | Interpret                                  | Titel                                      | Zusätzliche Informationen                                                                                            |
| (Zeitraum, Wochen auf Platz eins, Interpret, Titel, zusätzliche Informationen) |                                            |                                            |                                            | |
| 28. Dezember 2012 – 3. Januar 2013 1 Woche (insgesamt 2) | 2                                          | Helene Fischer                             | Für einen Tag – Live 2012                  | – |
| 4. Januar 2013 – 10. Januar 2013 1 Woche (insgesamt 2) | 2                                          | Mrs. Greenbird                             | Mrs. Greenbird                             | – |
| 11. Januar 2013 – 17. Januar 2013 1 Woche (insgesamt 2) | 2                                          | Helene Fischer                             | Für einen Tag – Live 2012                  | – |
| 18. Januar 2013 – 24. Januar 2013 1 Woche (insgesamt 2) | 2                                          | Mrs. Greenbird                             | Mrs. Greenbird                             | – |
| 25. Januar 2013 – 7. Februar 2013 2 Wochen | 2                                          | Andrea Berg                                | Abenteuer – 20 Jahre Andrea Berg           | – |
| 8. Februar 2013 – 14. Februar 2013 1 Woche | 1                                          | Matthias Reim                              | Unendlich                                  | – |
| 15. Februar 2013 – 21. Februar 2013 1 Woche (insgesamt 4) | 4                                          | Heino                                      | Mit freundlichen Grüßen                    | – |
| 22. Februar 2013 – 28. Februar 2013 1 Woche | 1                                          | Kollegah und Farid Bang                    | Jung, brutal, gutaussehend 2               | – |
| 1. März 2013 – 21. März 2013 3 Wochen (insgesamt 4) | 4                                          | Heino                                      | Mit freundlichen Grüßen                    | – |
| 22. März 2013 – 28. März 2013 1 Woche | 1                                          | David Bowie                                | The Next Day                               | – |
| 29. März 2013 – 4. April 2013 1 Woche | 1                                          | Justin Timberlake                          | The 20/20 Experience                       | – |
| 5. April 2013 – 18. April 2013 2 Wochen | 2                                          | Depeche Mode                               | Delta Machine                              | – |
| 19. April 2013 – 25. April 2013 1 Woche | 1                                          | Volbeat                                    | Outlaw Gentlemen & Shady Ladies            | – |
| 26. April 2013 – 2. Mai 2013 1 Woche | 1                                          | Prinz Pi                                   | Kompass ohne Norden                        | – |
| 3. Mai 2013 – 9. Mai 2013 1 Woche | 1                                          | Frei.Wild                                  | Feinde deiner Feinde                       | – |
| 10. Mai 2013 – 16. Mai 2013 1 Woche | 1                                          | Deep Purple                                | Now What?!                                 | – |
| 17. Mai 2013 – 23. Mai 2013 1 Woche | 1                                          | Reinhard Mey                               | Dann mach’s gut                            | – |
| 24. Mai 2013 – 30. Mai 2013 1 Woche | 1                                          | Santiano                                   | Mit den Gezeiten                           | – |
| 31. Mai 2013 – 6. Juni 2013 1 Woche | 1                                          | Daft Punk                                  | Random Access Memories                     | – |
| 7. Juni 2013 – 13. Juni 2013 1 Woche | 1                                          | Tim Bendzko                                | Am seidenen Faden                          | – |
| 14. Juni 2013 – 20. Juni 2013 1 Woche | 1                                          | Xavier Naidoo                              | Bei meiner Seele                           | – |
| 21. Juni 2013 – 27. Juni 2013 1 Woche | 1                                          | Black Sabbath                              | 13                                         | – |
| 28. Juni 2013 – 4. Juli 2013 1 Woche | 1                                          | Die Amigos                                 | Im Herzen jung                             | – |
| 5. Juli 2013 – 11. Juli 2013 1 Woche | 1                                          | Genetikk                                   | D.N.A.                                     | – |
| 12. Juli 2013 – 18. Juli 2013 1 Woche | 1                                          | Frida Gold                                 | Liebe ist meine Religion                   | – |
| 19. Juli 2013 – 25. Juli 2013 1 Woche | 1                                          | RAF 3.0                                    | Hoch 2                                     | Mit seinem dritten Soloalbum erreicht der österreichische Rapper zum ersten Mal die Spitzenposition der Albumcharts. |
| 26. Juli 2013 – 1. August 2013 1 Woche | 1                                          | Shindy                                     | NWA                                        | – |
| 2. August 2013 – 8. August 2013 1 Woche | 1                                          | Powerwolf                                  | Preachers of the Night                     | – |
| 9. August 2013 – 15. August 2013 1 Woche | 1                                          | Hansi Hinterseer                           | Heut’ ist dein Tag                         | – |
| 16. August 2013 – 22. August 2013 1 Woche | 1                                          | Alligatoah                                 | Triebwerke                                 | – |
| 23. August 2013 – 29. August 2013 1 Woche | 1                                          | Helge Schneider                            | Sommer, Sonne, Kaktus!                     | – |
| 30. August 2013 – 5. September 2013 1 Woche | 1                                          | Saltatio Mortis                            | Das schwarze IxI                           | – |
| 6. September 2013 – 12. September 2013 1 Woche | 1                                          | Eko Fresh                                  | Eksodus                                    | – |
| 13. September 2013 – 19. September 2013 1 Woche | 1                                          | Schiller                                   | Opus                                       | – |
| 20. September 2013 – 26. September 2013 1 Woche (insgesamt 2) | 2                                          | Andrea Berg                                | Atlantis                                   | – |
| 27. September 2013 – 3. Oktober 2013 1 Woche | 1                                          | Die Ärzte                                  | Die Nacht der Dämonen - live               | – |
| 4. Oktober 2013 – 10. Oktober 2013 1 Woche (insgesamt 2) | 2                                          | Andrea Berg                                | Atlantis                                   | – |
| 11. Oktober 2013 – 17. Oktober 2013 1 Woche | 1                                          | Casper                                     | Hinterland                                 | – |
| 18. Oktober 2013 – 7. November 2013 3 Wochen (insgesamt 15) | 15                                         | Helene Fischer                             | Farbenspiel                                | – |
| 8. November 2013 – 14. November 2013 1 Woche | 1                                          | Prince Kay One                             | Rich Kidz                                  | – |
| 15. November 2013 – 28. November 2013 2 Wochen | 2                                          | Eminem                                     | The Marshall Mathers LP 2                  | – |
| 29. November 2013 – 5. Dezember 2013 1 Woche (insgesamt 3) | 3                                          | Robbie Williams                            | Swings Both Ways                           | – |
| 6. Dezember 2013 – 12. Dezember 2013 1 Woche | 1                                          | Frei.Wild                                  | Still                                      | – |
| 13. Dezember 2013 – 19. Dezember 2013 1 Woche | 1                                          | Sido                                       | 30-11-80                                   | – |
| 20. Dezember 2013 – 2. Januar 2014 2 Wochen (insgesamt 3) | 3                                          | Robbie Williams                            | Swings Both Ways                           | – |

## Jahreshitparaden
Bei den Singles erreicht der Titel Wake Me Up des schwedischen DJs und Musikproduzenten Avicii die Spitze der Jahreswertung. Im Bereich der Alben landet Helene Fischer mit Farbenspiel auf dem ersten Platz.

| ← 2012 ← | Liste der Jahres-Nummer-eins-Hits in Deutschland | Liste der Jahres-Nummer-eins-Hits in Deutschland | Liste der Jahres-Nummer-eins-Hits in Deutschland | 2014 →   |
| \| Singles \| Position# \| Alben \| \| -------------------------------------------------------------------------------------------------------------------------------------------------------------------------------------------- \| --------- \| --------------------------------------- \| \| Wake Me Up Avicii Aloe Blacc, Tim Bergling, Michael Aaron Einziger \| 1 \| Farbenspiel Helene Fischer \| \| Blurred Lines Robin Thicke feat. T.I. + Pharrell Pharrell L. Williams, Robin Thicke, Clifford Joseph Harris \| 2 \| Swings Both Ways Robbie Williams \| \| Scream & Shout Will.i.am & Britney Spears William Adams, Jean-Baptiste Kouame, Jef Martens, Tula Paulinea Contostavlos \| 3 \| Atlantis Andrea Berg \| \| Get Lucky Daft Punk feat. Pharrell Williams Pharrell L. Williams, Nile Rodgers, Guy-Manuel de Homem-Christo, Thomas Bangalter \| 4 \| Mit den Gezeiten Santiano \| \| Let Her Go Passenger Michael David Rosenberg \| 5 \| Abenteuer Andrea Berg \| \| Can’t Hold Us Macklemore & Ryan Lewis feat. Ray Dalton Ben Haggerty, Ryan S. Lewis, Ray Dalton \| 6 \| Best of Helene Fischer Helene Fischer \| \| Thrift Shop Macklemore & Ryan Lewis feat. Wanz Ben Haggerty, Ryan S. Lewis \| 7 \| Delta Machine Depeche Mode \| \| Safe and Sound Capital Cities Ryan Takacs Merchant, Sebouh Simonian \| 8 \| Outlaw Gentlemen & Shady Ladies Volbeat \| \| Radioactive Imagine Dragons Alexander Grant Jr., Daniel Coulter Reynolds, Daniel Wayne Sermon, Benjamin Arthur McKee, Joshua Francis Mosser \| 9 \| Bis ans Ende der Welt Santiano \| \| La La La Naughty Boy feat. Sam Smith James Terence Murray, Shahid Khan, Jimmy Napes, Mustafa Armando Ibrahim Omer, Al-Hakam El Kaubaisy, Jonnie Coffer, Frobisher Solomon Mbabazi, Sam Smith \| 10 \| Mit freundlichen Grüßen Heino \| |                                                  |                                                  |                                                  |          |
| ← 2012 |                                                  |                                                  |                                                  | → 2014 → |
| Singles | Position#                                        | Alben                                            |                                                  |          |
| Wake Me Up Avicii Aloe Blacc, Tim Bergling, Michael Aaron Einziger | 1                                                | Farbenspiel Helene Fischer                       |                                                  |          |
| Blurred Lines Robin Thicke feat. T.I. + Pharrell Pharrell L. Williams, Robin Thicke, Clifford Joseph Harris | 2                                                | Swings Both Ways Robbie Williams                 |                                                  |          |
| Scream & Shout Will.i.am & Britney Spears William Adams, Jean-Baptiste Kouame, Jef Martens, Tula Paulinea Contostavlos | 3                                                | Atlantis Andrea Berg                             |                                                  |          |
| Get Lucky Daft Punk feat. Pharrell Williams Pharrell L. Williams, Nile Rodgers, Guy-Manuel de Homem-Christo, Thomas Bangalter | 4                                                | Mit den Gezeiten Santiano                        |                                                  |          |
| Let Her Go Passenger Michael David Rosenberg | 5                                                | Abenteuer Andrea Berg                            |                                                  |          |
| Can’t Hold Us Macklemore & Ryan Lewis feat. Ray Dalton Ben Haggerty, Ryan S. Lewis, Ray Dalton | 6                                                | Best of Helene Fischer Helene Fischer            |                                                  |          |
| Thrift Shop Macklemore & Ryan Lewis feat. Wanz Ben Haggerty, Ryan S. Lewis | 7                                                | Delta Machine Depeche Mode                       |                                                  |          |
| Safe and Sound Capital Cities Ryan Takacs Merchant, Sebouh Simonian | 8                                                | Outlaw Gentlemen & Shady Ladies Volbeat          |                                                  |          |
| Radioactive Imagine Dragons Alexander Grant Jr., Daniel Coulter Reynolds, Daniel Wayne Sermon, Benjamin Arthur McKee, Joshua Francis Mosser | 9                                                | Bis ans Ende der Welt Santiano                   |                                                  |          |
| La La La Naughty Boy feat. Sam Smith James Terence Murray, Shahid Khan, Jimmy Napes, Mustafa Armando Ibrahim Omer, Al-Hakam El Kaubaisy, Jonnie Coffer, Frobisher Solomon Mbabazi, Sam Smith | 10                                               | Mit freundlichen Grüßen Heino                    |                                                  |          |